# As Tears Go By (film)
As Tears Go By (Wong gok ka moon) è un film del 1988 scritto e diretto da Wong Kar-wai, che segna il suo esordio alla regia.

## Trama
Un big brother di una triade di bassa lega ha un fratello che non sa tenersi lontano dai problemi e di conseguenza ha sempre bisogno di essere tirato fuori dai guai dal suo protettore. Ah Wah non ha l'ambizione di salire nella scala gerarchica della triade e una volta incontrata sua cugina se ne innamora, decide di cambiare vita. Ma alla fine sarà costretto ad intervenire ancora una volta a favore di suo fratello e questa volta quest'ultimo si sarà spinto troppo oltre.

## Produzione
Wong Kar-wai aveva scritto per Patrick Tam nel 1987 Final Victory, storia di un perdente che deve badare alle due amanti del fratello mentre questi è in prigione. Final Victory era stato concepito come l'ultima parte di una trilogia sulla malavita di Hong Kong e As Tears Go By doveva essere il primo capitolo.
Il film ha molti parallelismi con Mean Streets di Martin Scorsese. Andy Lau è nella parte di Harvey Keitel, il piccolo delinquente che non riesce a staccarsi da un mondo cui è superiore. Jacky Cheung ricalca il personaggio di Robert De Niro, l'amico pazzo di cui il big brother cerca di prendersi cura.

## Distribuzione
Il film fu presentato nella Settimana internazionale della critica del 42º Festival di Cannes.

## Riconoscimenti
- Hong Kong Film Awards 1988: miglior attore non protagonista
- Taiwan Golden Horse Awars: miglior scenografia